# Пит Шели
Пит Шели (енгл. Pete Shelley), право име Питер Кембел Макниш (енгл. Peter Campbell McNeish; Ли, 17. април 1955 — Талин, 6. децембар 2018), је био енглески певач, текстописац и гитариста. Са Хауардом Девотом је 1976. основао панк групу Базкокс, и био је водећи певач и гитариста када је Девото напустио групу 1977. Следеће године група је објавила хит Ever Fallen in Love (With Someone You Shouldn't've). Група се распала 1981, а поново је образована 1989. Шели је такође имао своју соло каријеру.